# Convent del Redemptor
El Convent del Redemptor és un edifici del barri Sant Gervasi - la Bonanova de Barcelona, del qual l'església està catalogada com a bé cultural d'interès local.

## Història
El 1897, les Germanes Oblates del Santíssim Redemptor van adquirir una part de l'antiga finca Bellesguard. Cap el 1919 es va iniciar la construcció de l'església, projectada per l'arquitecte Bernardí Martorell i Puig i inaugurada el 1926. També s'hi va erigir un petit pavelló com a habitatge per a Francesca Balart, benefactora i financera de les obres, que hi va residir fins a la seva mort.
Entre 1993 i el setembre del 1995, el convent va ser reformat per l'arquitecte Miquel Àngel Armengou per a instal·lar-hi la Universitat Abat Oliba. El mateix arquitecte va adaptar l'interior de l'església per a utilitzar-la com a sala d'actes.

## Descripció
L'església del convent es troba en una gran cantonada, entre els carrers de Bellesguard i Newton, a tocar de la Ronda de Dalt.
El primer tret destacable és l'ús massiu del maó vist, que li confereix un aspecte ben remarcable i inconfusible. L'església està formada sobre una nau llatina, amb diferents volums i nivells, que donen profunditat al conjunt i un perfil esglaonat irregular. Les cobertes segueixen el mateix esquema, i estan subjectades per arcuacions diafragma, també de maó vista, amb un perfil proper a la paràbola. A la nau s'obren un bon nombre d'obertures, ben properes a finestrals d'aire gòtic, tot i que les cristalleres són senzilles. El coronament de l'església està dominat per nombroses teulades a doble vessant, novament en diversos nivells i volums. L'accés es fa a través d'una obertura en arc de mig punt però amb aire peraltat. Corona la façana una espadanya estreta.

## Galeria

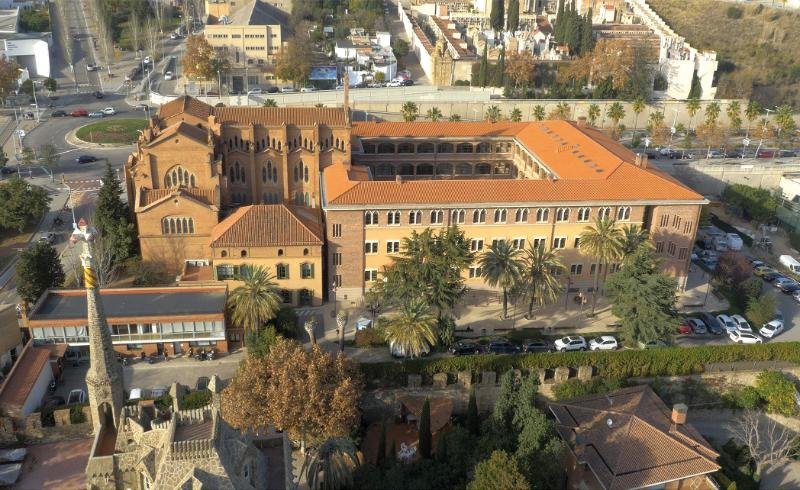
Vista àeria del convent amb la Torre Bellesguard de Gaudí en primer terme
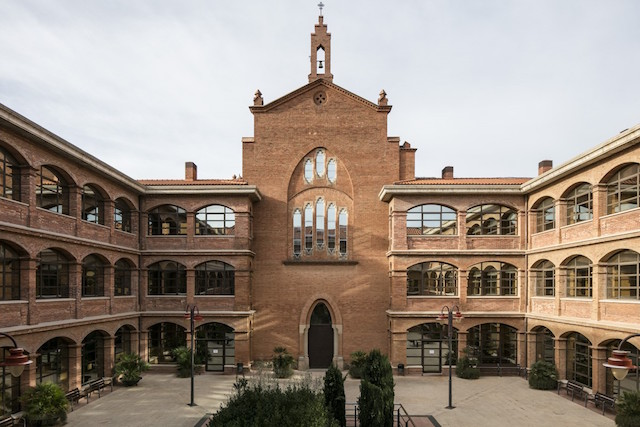
Claustre del convent, actualment ocupat per la Universitat Abat Oliba CEU
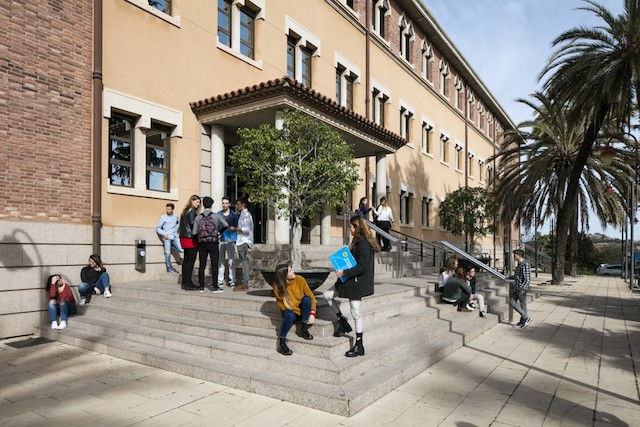
Entrada principal